# فرانچسکو ریپا (بازیکن فوتبال، زاده ۱۹۷۴)
فرانچسکو ریپا (انگلیسی: Francesco Ripa؛ زادهٔ ۷ آوریل ۱۹۷۴) بازیکن فوتبال اهل ایتالیا است.
از باشگاه‌هایی که در آن بازی کرده‌است می‌توان به باشگاه فوتبال کارپی، باشگاه فوتبال پروجا، و باشگاه فوتبال پیزا اشاره کرد.
وی همچنین در تیم ملی فوتبال زیر ۲۱ سال ایتالیا بازی کرده‌است.